# Київський собор (2023)
Ки́ївський собо́р — помісний собор, який відбувся 27 липня 2023 року, на якому затвердили перехід Православної церкви України на новоюліанський календар та ухвалив Статут (Положення) про управління Православної Церкви України. Помісний собор очолив митрополит Київський і всієї України Епіфаній.

## Передумови
У 1582 році в «Inter gravissimas» єпископом римським Григорієм XIII був опублікований григоріанський календар для виправлення помилки в юліанському календарі, що викликало помилкове обчислення дати Великодня. Метою впровадження григоріанського календаря була ліквідація зсуву весняного рівнодення, адже від запровадження юліанського календаря до XVI століття виникла різниця в 10 днів порівняно з фактичним настанням рівнодення. Юліанський календар ґрунтувався на тому, що рік триває 365,25 дня, насправді тривалість року становить 365,2422 дні, і тому протягом століть календар дедалі більше відхилявся від параметрів орбіти Землі. Середня тривалість року за григоріанським календарем становить 365,2425 дня.
Попри те, що реформа папи Григорія XIII була прийнята в найурочистішій формі, папській буллі, «Inter gravissimas» не мала сили в інших юрисдикціях, окрім Католицької церкви та Папської держави. Зміни, які він пропонував, були змінами в цивільному календарі, над якими він не мав формальних повноважень в інших державах чи християнських церквах. Зміни повинні були бути встановлені цивільними органами кожної держави, щоб мати юридичну силу. Папська булла стала канонічним правом Католицької церкви в 1582 році, але її одразу ж не прийняли північноєвропейські (протестантські) та східноєвропейські (східні православні та ісламські) держави та деякі інші.
Східноєвропейські держави почали приймати григоріанський календар у 1910-тих та 1920-тих роках. Аби між цивільним і церковним календарями не було різниці в 13 днів, у 1923 році в Константинополі відбувався Синаксис представників Східних православних церков, скликаний Уселенським патріархом Мелетієм IV. Грецькі православні церкви (крім Єрусалимського патріархату) та інші Східні православні церкви прийняли новий календар, розроблений сербським астрономом, професором математики й небесної механіки Белградського університету Мілутіном Міланковичем — новоюліанський календар, який збігається з григоріанським календарем до 2800 року.
З початком російсько-української війни та після того, коли 16 листопада 2017 році Різдво Христове 25 грудня за григоріанським календарем стало державним вихідним в Україні, питання щодо переходу Православної церкви України на новоюліанський календар активізувалося щороку з наближенням Різдва Христового. Питання календарної реформи гостро постало після початку повномасштабного російського вторгнення в Україні в 2022 році, адже, як стверджують деякі публіцисти та церковники, через використання старого стилю разом з Російською православною церквою Україна перебуває у сфері «російського світу».
18 жовтня 2022 року Православна церква України дозволила єпархіям проводити богослужіння на Різдво Христове за новоюліанським календарем, тобто 25 грудня. 2 лютого 2023 року Священний синод ПЦУ дозволив та затвердив порядок благословення парафіям та монастирям на повне використання новоюліанського календаря, а 23 травня 2023 року було вирішено провести засідання Архиєрейського собору 24 травня, де було винесене питання календарної реформи.

## Підготовка
Рішенням № 24 Синоду Православної церкви України від 23 травня 2023 року було ухвалено проведення 27 липня 2023 р. Помісного собору Православної церкви України, визначено склад членів Помісного собору згідно зі Статутом Православної церкви України та ухвалено інші необхідні організаційні рішення щодо його скликання.
На Архієрейському соборі Православної церкви України 24 травня 2023 року було ухвалене рішення щодо переходу Православної церкви України на новоюліанський календар з 1 вересня 2023 року, проте постанову Архієрейського собору мав ще затвердити Помісний собор 27 липня 2023 року.

## Перебіг Собору
Під час засідання Помісного собору, на якому був присутній 161 делегат, 156 голосами (проти проголосувало 5 осіб) перехід на новоюліанський календар було остаточно затверджено.
Помісний Собор ухвалив такі рішення:
1. Від імені повноти Православної Церкви України засвідчено, що всі діяння та рішення Об’єднавчого Собору, який відбувся у кафедральному соборі Святої Софії в Києві 15 грудня 2018 р., сприйняті нею, підтримуються та втілюються в життя. Собор відкидає і заперечує всі спроби у будь-який спосіб поставити під сумнів діяння та рішення Об’єднавчого Собору 15 грудня 2018 р., який був справжнім Собором помісної Церкви України, що об’єднав три гілки розділеного перед тим українського православ’я в єдину Православну церкву України.
2. Схвалено роботу Предстоятеля, Митрополита Київського і всієї України Епіфанія та Київської Митрополії ПЦУ за період від Об’єднавчого Собору (15 грудня 2018 р.). Засвідчено від імені церковної повноти цілковиту і незмінну підтримку Предстоятелю, Блаженнійшому Епіфанію, Митрополиту Київському і всієї України, єдиному канонічному православному архієрею Києва і єдиному Предстоятелю помісної Української Православної Церкви. Зокрема Собор висловлює повну підтримку заяви Предстоятеля щодо незалежності позиції і рішень Церкви від будь-якого зовнішнього контролю з боку політиків. Розбудовуючи рівноправні партнерські відносини з державою та інституціями громадянського суспільства, Православна церква України дбала і продовжить дбати про свою свободу і незалежність.
3. Затверджено всі рішення, в тому числі судові, ухвалені Священним Синодом ПЦУ та затверджені Архієрейським Собором, відображені в синодальних та соборних документах за міжсоборний період (15 грудня 2018 р. – 27 липня 2023 р.). Затверджені здійснені у міжсоборний період акти канонізації святих, прославлення ікон Божої Матері, а також зміни і доповнення до богослужбових текстів і здійснені на їхній основі нові видання богослужбових книг.
4. Підтверджено неодноразово висловлене раніше бажання і готовність нашої Помісної Церкви без висунення сторонами попередніх умов вести діалог, мета якого – досягнення єдності українського православ’я навколо Київського престолу на засадах Томоса про автокефалію. Висловлено глибокий жаль з приводу ультимативних відмов керівництва Митрополії Московського Патріархату в Україні від такого діалогу, водночас засвідчивши його успішність на рівні релігійних громад. Собор висловив вдячність православним громадам і духовенству, які за власним вільним рішення протягом попереднього часу послідували Томосу про автокефалію і увійшли в родину Православної церкви України та закликає інших, хто ще вагається, реально і остаточно розірвати свою неканонічну підлеглість контрольованим державою-агресором структурам Московської патріархії.
5. Підтримано викладені у Доповіді Митрополита Київського і всієї України Епіфанія на Соборі оцінки та пропозиції і взяти їх до уваги у подальшій праці з розбудови Помісної Церкви.
6. Незмінно дотримуючись визначень Томосу про автокефалію та Статуту Православної церкви України, було затверджено прийнятий Архієрейським Собором 24 травня 2023 р. Статут (положення) про управління Православної церкви України з внесенням узгодженої Священним Синодом правки до п. 3 розділу І щодо історичного спадкоємства Православної церкви України від апостольського часу і дотепер. Собор засвідчує повноту, дійсність та незмінність всього тексту і всіх норм Статуту Православної церкви України, ухваленого Об’єднавчим Собором 15 грудня 2018 р., та відданість Православної церкви України Патріаршому і Синодальному Томосу, отриманому 6 січня 2019 р. з рук Його Всесвятості Вселенського Патріарха Варфоломія.
7. Остаточно затверджено Постанову Архієрейського Собору від 24 травня 2023 р. «Про врегулювання календарного питання в Православній церкві України» та зміни, внесені у зв’язку з цим до офіційного церковного календаря Православної церкви України.
8. Затверджено текст Послання до пастирів Помісного Собору Православної церкви України, яке актуалізує раніше вже засвідчені церковні настанови з питань пастирства.
9. Затверджено Декларацію «Про негативне ставлення до гріха содомії (гомосексуалізму), його пропаганди у суспільстві, до гендерної ідеології і так званих одностатевих шлюбів (одностатевих співжиттів)».
10. Затверджено текст подячного листа Помісного Собору до Його Всесвятості Варфоломія, Архієпископа Константинополя – Нового Риму і Вселенського Патріарха.
11. Затверджено текст Звернення Помісного Собору до українського народу.